# Bahar Pars
Pour les articles homonymes, voir Pars.
Bahar Pars (en persan : بهار پارس) est une actrice irano-suédoise, née le 28 mars 1979 à Chiraz.
Internationalement, elle est surtout connue pour son rôle dans Mr. Ove, qui lui a valu une nomination aux Guldbagge Awards.

## Biographie
Elle est arrivée en Suède à Trelleborg en 1989 quand sa famille s'y est réfugiée durant la guerre Iran-Irak.
Comme actrice, elle a d'abord joué au théâtre et à la télévision avant de commencer sa carrière au cinéma en 2006.
Elle est mariée avec le metteur en scène et réalisateur Linus Tunström (sv).
En 2017, elle est signataire d'une lettre de protestation contre l'exploitation sexuelle des femmes dans l'industrie du cinéma en Suède à la suite de l'affaire Harvey Weinstein.

## Filmographie
- 2015 : Mr. Ove (En man som heter Ove) de Hannes Holm : Parvaneh
- 2024 : Håndtering av udøde  de Thea Hvistendahl :

## Distinctions
- Prix Médée (sv) 2015
- Guldbagge Awards 2016 : nomination comme meilleure actrice dans un second rôle pour Mr. Ove